# Sara Raynolds Hall
Le Sara Raynolds Hall est un bâtiment universitaire américain à Albuquerque, au Nouveau-Mexique. Situé sur le campus principal de l'université du Nouveau-Mexique, il a été construit en 1920 dans le style Pueblo Revival. Il est inscrit au New Mexico State Register of Cultural Properties depuis le 8 juillet 1988 ainsi qu'au Registre national des lieux historiques depuis le 22 septembre 1988.